# Asuka III
Die Asuka III ist ein Kreuzfahrtschiff von NYK Cruises, der Kreuzfahrtsparte der japanischen Reederei Nippon Yusen Kaisha. Es soll das bisherige Schiff der Marke, die Asuka II ersetzen.

## Geschichte
Im März 2021 gab NYK Cruises bekannt, bei der Meyer Werft ein Kreuzfahrtschiff mit Ablieferung im Jahr 2025 als Nachfolger für die Asuka II bestellt zu haben. Dies stellte einen der wenigen Neubauaufträge für Kreuzfahrtschiffe vor dem Hintergrund der COVID-19-Pandemie dar.
Mit dem ersten Stahlschnitt am 25. September 2023 begann der Bau des Schiffes, parallel gab NYK den Namen des Schiffes, an die Asuka und die Asuka II anknüpfend, bekannt. Am 12. Dezember wurde die Asuka III kielgelegt.
Am 18. Januar 2025 verließ das Schiff die Werfthalle, wobei auch der Schornstein aufgesetzt wurde, und wurde in ein Dock für den Endausbau verlegt. Im Anschluss an die Emsüberführung von der Werft nach Eemshaven fanden im März Probefahrten in der Nordsee statt.
Am 10. April 2025 wurde das Schiff an NYK Cruises abgeliefert und verließ eine Woche später Europa für die Überfahrt nach Japan. Anfang Juni traf die Asuka III in Yokohama ein, wo sie am 11. Juli getauft wurde und von wo aus am 20. Juli 2025 die Jungfernfahrt starten soll. Fahrtgebiet des Schiffes soll zunächst Japan sein.

## Ausstattung
Auf neun Passagierdecks verfügt das Schiff über sechs Restaurants, mehrere Cafés und Bars ein Theater, ein Casino, eine umlaufende Promenade, einen Sportplatz sowie einen für Männer und Frauen getrennten Wellnessbereich. Bei etwa 470 Besatzungsmitgliedern ist es ausgelegt für 740 Passagiere, die ausschließlich in Balkonkabinen untergebracht sind.